# Titina Maselli
Titina Maselli (Roma, 11 aprile 1924 – Roma, 22 febbraio 2005) è stata una pittrice, attrice e scenografa italiana.

## Biografia
Titina Maselli nacque a Roma nel 1924, figlia del critico d'arte Ercole e sorella del regista Francesco Maselli. 
Favorita da uno stimolante ambiente familiare intellettuale e artistico, esordì come artista nel 1948 con una personale presso la Galleria l'Obelisco di Roma. Fu l'inizio di un'attività espositiva che ebbe come luoghi di approdo la Biennale di Venezia in varie edizioni dal 1950 al 1995 e la Quadriennale di Roma in varie edizioni dal 1950 al 2000.
Nel 1945 sposò Toti Scialoja.
Nella sua evoluzione artistica fu importante il soggiorno americano a New York dal 1952 al 55. Le opere del periodo ebbero come riferimento il movimento del dinamismo futurista. Dopo un soggiorno in Austria avvenne il ritorno a Roma con alcuni periodi di soggiorno a Parigi e l'avvicinarsi ad un'espressività vicino alla Pop art.
A Parigi dal 1980 si dedicò alla scenografia occupandosi delle opere di teatro di registi che apprezzarono la sua opera come Bernard Sobel, Gilles Ailland e Carlo Cecchi. Nel 1991 le fu dedicata l'antologica Titina Maselli (opere 1948-1990), mostra allestita presso la Casa del Mantegna di Mantova.

## Mostre personali
- 1981 - Grand Palais di Parigi.
- 1985 - Pinacoteca e Musei Comunali di Macerata.
- 1991 - Casa del Mantegna, Mantova.
- 1988 - Fondazione Gulbenkian, Lisbona.
- 1998 - Galleria Giulia, Roma.
- 1998 - Istituto italiano di cultura, Strasburgo.

- 2020 - Palazzo Caetani Lovatelli, Roma.